# Sistrurus miliarius barbouri
Sistrurus miliarius barbouri – podgatunek jadowitego węża Sistrurus miliarius z podrodziny grzechotnikowatych w rodzinie żmijowatych.
Osobniki dorosłe osiągają wielkość 35 do 70 cm, jednak zwykle nie przekraczają 60 cm.
Występuje w USA na terenie następujących stanów: Floryda, Karolina Południowa, Georgia, Alabama.
Żywi się drobnymi kręgowcami.